# Escut de l'Albagés

Escut oficial de l'Albagés

L'escut oficial de l'Albagés té el següent blasonament:
Escut caironat: d'atzur, un Agnus Dei contornat ajagut i reguardant d'argent portant la bandera de gules amb la creu plena d'argent i l'asta creuada d'argent. Per timbre una corona mural de poble.

L'anterior escut oficial, amb el camper de sable

Va ser aprovat l'1 d'octubre de 1993 amb el camper originàriament de sable. L'Ajuntament, però, en data 10 d'octubre del 2007, va decidir canviar l'esmalt del camper per l'actual d'atzur, resolució aprovada pel Departament de Governació i Administracions Públiques de la Generalitat de Catalunya el 6 de novembre i publicada al DOGC el 21 de novembre del mateix any.
L'Agnus Dei (o anyell pasqual) ajagut simbolitza sant Joan Baptista, el patró del poble.

## Bandera
La bandera oficial de l'Albagés té la següent descripció:
Bandera apaïsada, de proporcions dos d'alt per tres de llarg, blau clar, amb l'agnus-dei blanc, contornat, ajagut i reguardant, amb la banderola, amb fenedura, vermella, carregada amb la creu plena blanca i fixada a l'asta rematada amb la creu de l'escut, tot el conjunt d'alçària 9/14 de la del drap i llargària 25/42 de la del mateix drap, al centre.
Va ser aprovada el 14 de juliol de 2011 i publicada en el DOGC el 27 de juliol del mateix any dins el número 5929. Està basada en l'escut heràldic de la localitat.